# Садовый маршрут
Садовый маршрут (африк. Tuinroete) — 300-километровый участок юго-восточного побережья Южной Африки, который простирается от Витсанда в Западно-Капской провинции до границы реки Цицикамма в Восточно-Капской провинции. Название происходит от зеленой и экологически разнообразной растительности, встречающейся здесь, и многочисленных эстуариев и озер, разбросанных вдоль побережья. Он включает такие города, как Витсанд, Гейдельберг, Риверсдейл, Стилбай, Альбертиния, Гурицмонд, Найсна, Плеттенберг-Бей, Мосселбей, Оудсхорн, река Грейт-Брак, река Литтл-Брак, Уайлдернесс, Седжфилд и Нейчерз-Вэлли; с Джорджем, крупнейшим городом садового маршрута и главным административным центром.

## Климат
Садовый маршрут характерен океаническим климатом с мягким или теплым летом и мягкой или прохладной зимой. Температура редко опускается ниже 10 °C зимой и редко поднимается выше 28 °C летом. Дожди идут круглый год, с небольшим пиком в весенние месяцы, приносимые влажными морскими ветрами с Индийского океана, поднимающимися и выбрасывающими свои осадки вдоль гор Лангеберх, Утениква и Цицикамма прямо у побережья. Садовый маршрут тесно связан с зарождением человеческой культуры из-за археологических находок в районах Плеттенберг-Бей, Мосселбай и Стилбаай.

## География
Маршрут зажат между вышеупомянутыми горами и Индийским океаном, с горными перевалами, включая перевал Утениква и перевал Гарсия, связывающими этот район с засушливым Малым Кару. Коренные леса Утениква, Гроотвадерсбош и Цицикамма представляют собой уникальную смесь мыса Финбош и умеренного леса и предлагают пешеходные маршруты и экотуристические мероприятия. Около 300 видов птиц можно встретить в различных местах обитания: от Финбоша до лесов и водно-болотных угодий. В 2017 году Садовый маршрут был добавлен во Всемирную сеть биосферных заповедников ЮНЕСКО.